# 庫爾通瓦雷區
庫爾通瓦雷區是索馬利亞的一個區，位於該國東南部的下謝貝利州，首府為庫爾通瓦雷。

## 外部鏈結
- 庫爾通瓦雷區行政區域圖 （页面存档备份，存于）